# Vlatko Stojanovski
Vlatko Stojanovski (mazedonisch Влатко Стојановски; * 23. April 1997 in Delčevo) ist ein nordmazedonischer Fußballspieler.

## Karriere

### Verein
Stojanovski begann seine Karriere beim FK Metalurg Skopje. Zur Saison 2014/15 rückte er in den Profikader von Metalurg. Sein Debüt in der Prva Makedonska Liga gab er im Oktober 2014 gegen den FK Pelister Bitola. Bis Saisonende kam er zu neun Einsätzen in der höchsten mazedonischen Spielklasse. In der Saison 2015/16 absolvierte der Stürmer 29 Erstligapartien, in denen er sechs Tore erzielte. Mit Metalurg stieg er zu Saisonende aus der Prva Liga ab. Daraufhin wechselte er im September 2016 nach Kroatien zum RNK Split. Für den Erstligisten blieb er allerdings ohne Einsatz. Im Februar 2017 wurde er an den Drittligisten NK Neretvanac Opuzen verliehen. Nach dem Ende der Leihe kehrte er zur Saison 2017/18 nicht mehr nach Split zurück, sondern wechselte zum Zweitligisten NK Dugopolje. In Dugopolje kam er bis zur Winterpause zu 16 Einsätzen in der 2. HNL, in denen er vier Tore machte.
Im Januar 2018 kehrte Stojanovski nach Mazedonien zurück und schloss sich dem KF Renova an. Für Renova kam er bis Saisonende zu 15 Einsätzen in der Prva Liga, in denen ihm vier Tore gelangen. In der Saison 2018/19 absolvierte er 32 Erstligapartien und erzielte dabei 18 Tore. Dadurch wurde er in jener Spielzeit Torschützenkönig der ersten mazedonischen Liga. Daraufhin wechselte er zur Saison 2019/20 nach Frankreich zu Olympique Nîmes. In Nîmes konnte er sich allerdings in seiner ersten Spielzeit nicht durchsetzen, bis zum COVID-bedingten Saisonabbruch nach dem 28. Spieltag absolvierte er sechs Partien in der Ligue 1, davon eine von Beginn an. Daher wurde er zur Saison 2020/21 an den Zweitligisten FC Chambly verliehen. Die Leihe verlief allerdings ebenfalls nicht nach Wunsch, in der Saison 2020/21 absolvierte er elf Partien für Chambly in der Ligue 2, aus der der Verein zu Saisonende abstieg.

### Nationalmannschaft
Stojanovski absolvierte im November 2017 sein einziges Spiel für die mazedonische U21-Auswahl. Im September 2019 wurde er erstmals für die A-Nationalmannschaft nominiert. Sein Debüt für das A-Team gab er im November 2019, als er in der EM-Qualifikation gegen Österreich in der 13. Minute für den verletzten Aleksandar Trajkovski eingewechselt wurde. In jenem Spiel, das die Nordmazedonier mit 2:1 verloren, erzielte Stojanovski mit dem Treffer zum Endstand in der Nachspielzeit auch zugleich sein erstes Tor in der Nationaldress. Im November 2020 gelang es den Mazedoniern sich erstmals für eine EM zu qualifizieren. Für das im Sommer 2021 stattfindende Turnier wurde der Stürmer im Mai 2021 schließlich auch in den nordmazedonischen Kader nominiert, kam aber mit diesem nicht über die Gruppenphase hinaus. 